# Vinhais
Vinhais est une municipalité (en portugais : concelho ou município) du Portugal, située dans le district de Bragance et la région Nord.

## Géographie
Vinhais est limitrophe :
- au nord et à l'ouest, de l'Espagne,
- à l'est, de Bragance,
- au sud, de Macedo de Cavaleiros et Mirandela,

à l'ouest, de Valpaços et Chaves.

## Subdivisions
La municipalité de Vinhais groupe 35 paroisses (freguesia, en portugais) :
- Agrochão
- Alvaredos
- Brito de Lomba
- Candedo
- Celas
- Curopos
- Edral
- Edrosa
- Ervedosa
- Fresulfe
- Mofreita
- Moimenta
- Montouto
- Nunes
- Ousilhão
- Paçó
- Penhas Juntas
- Pinheiro Novo
- Quirás
- Rebordelo
- Santa Cruz
- Santalha
- São Jomil
- Seixas
- Sobreiró de Baixo
- Soeira
- Travanca
- Tuizelo
- Vale das Fontes
- Vale de Janeiro
- Vila Boa de Ousilhão
- Vila Verde
- Vilar de Lomba
- Vilar de Ossos
- Vilar de Peregrinos
- Vilar Seco de Lomba
- Vinhais

## Démographie
| 1801  | 1849   | 1900   | 1930   | 1960   | 1981   | 1991   | 2001   | 2004   |
| ----- | ------ | ------ | ------ | ------ | ------ | ------ | ------ | ------ |
| 6 084 | 10 697 | 19 842 | 19 525 | 26 577 | 16 142 | 12 727 | 10 646 | 10 051 |

| 2011  | - | - | - | - | - | - | - | - |
| ----- | - | - | - | - | - | - | - | - |
| 9 066 | - | - | - | - | - | - | - | - |